# Dolos (Wasserbau)

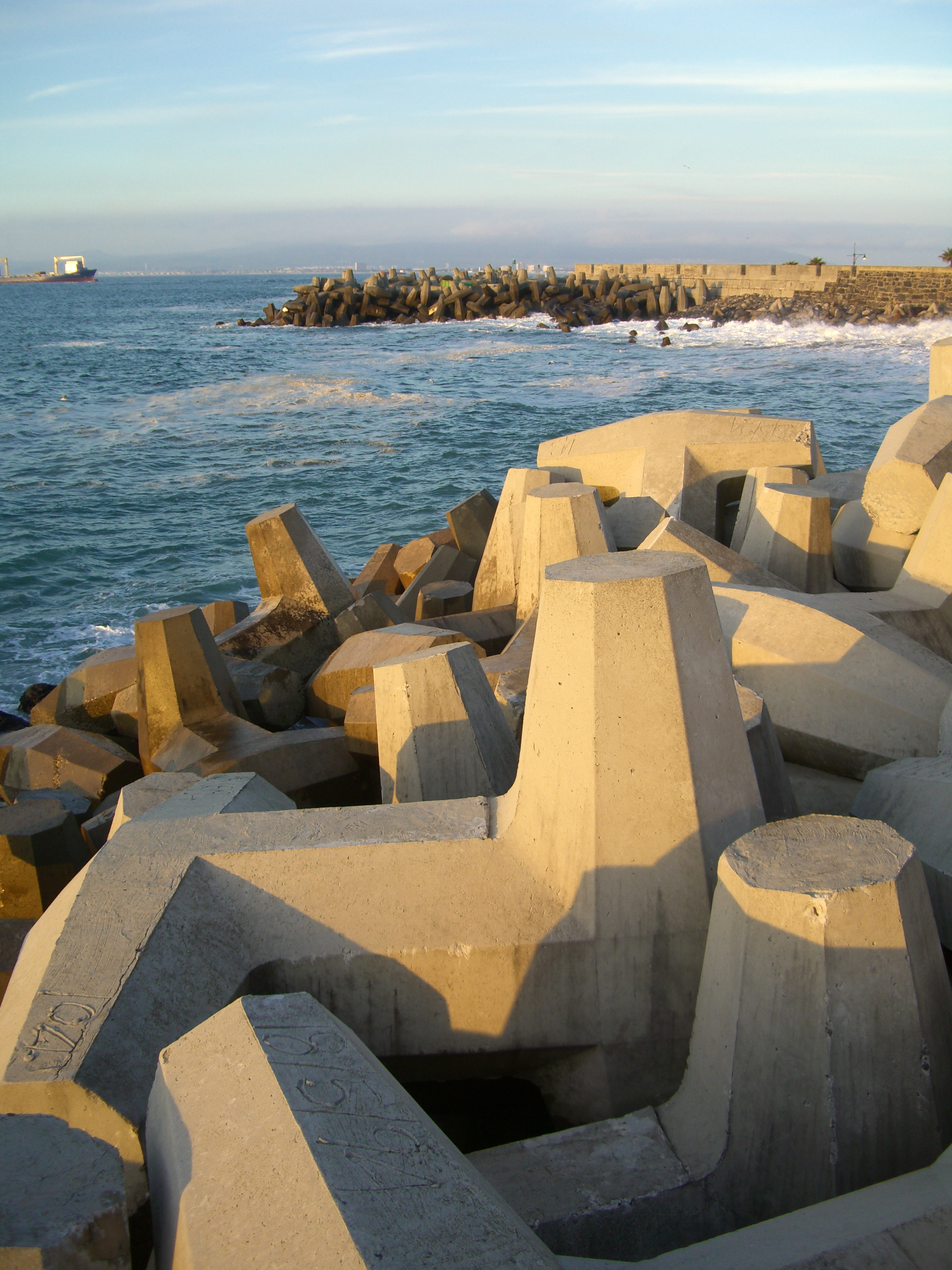
Wellenbrecher aus Dolossen

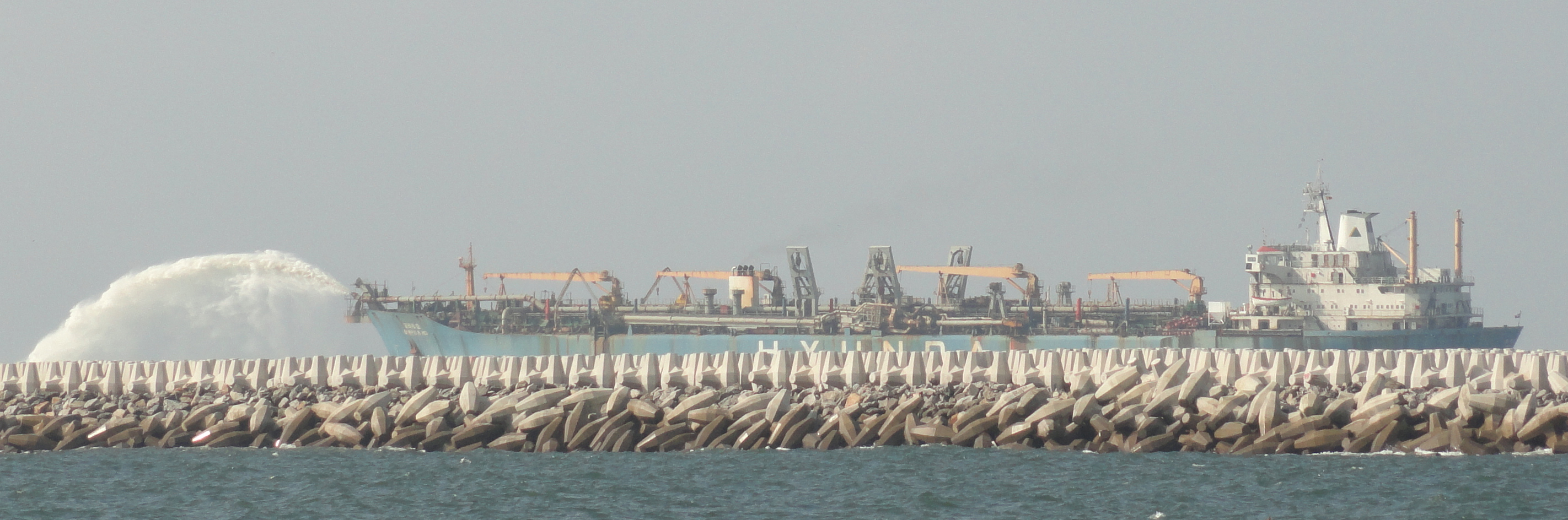
Dolosse zum Schutz des Hafens von Colombo, Sri Lanka

Ein Dolos (auch Doloss, Plural Dolosse, Afrikaans für Sprungbein) ist ein ungewöhnlich geformter Betonblock mit etwa 30 Tonnen Gewicht, der wie Tetrapoden oder Quadripoden etc. als Wellenbrecher für den Küstenschutz eingesetzt wird. Er ähnelt dem Buchstaben H, bei dem die rechte Hälfte um die Achse des Querstrichs 90° räumlich verdreht ist. Dieses Betonfertigteil wurde 1963 in East London, Südafrika, unter der Leitung des Hafeningenieurs Eric Merrifield für ein Hafenprojekt entwickelt. Die Idee für die Form wird Aubrey Kruger zugeschrieben, obwohl Merrifield dafür 1972 eine Auszeichnung des South African Bureau of Standards erhielt, die damals noch The Shell Prize Award hieß.

## Projekte
Ende Mai 2005 wurde das Coega-Großprojekt in Südafrika plangemäß beendet. Insgesamt wurden seit dem Projektbeginn in der Feldfabrik 26.500 Dolosse hergestellt und dabei 795.000 Tonnen Beton verarbeitet.